# Melécio I de Alexandria
Melécio I de Alexandria ou Melécio I de Constantinopla (em grego: Μελέτιος; 1549 – 12 de setembro de 1601), dito Pegas (em grego: Πηγάς), serviu como patriarca grego ortodoxo de Alexandria entre 1590 e 1601 e, simultaneamente, entre 1597 e 1597, como responsável interino (lugar-tenente) pelo Patriarcado de Constantinopla. Ele é comemorado como santo pela Igreja Ortodoxa e sua festa é celebrada no dia 13 de setembro.

## História
Melécio nasceu em Cândia (Heraclião), na ilha de Creta, na época a capital do Reino de Cândia, um domínio da República de Veneza, em 1549 e estudou filologia, filosofia e medicina na Universidade de Pádua. Ele se tornou protossincelo do patriarca Silvestre de Alexandria e o sucedeu depois que ele morreu em 5 de agosto de 1590.
Apesar de apoiar a doutrina da transubstanciação, Melécio era um feroz opositor da Igreja Católica e trabalhou muito pela reunião da Igreja Ortodoxa com a Igreja Copta. Em 1593, ele participou de um sínodo em Istambul que confirmou a fundação do Patriarcado de Moscou.
Sem renunciar ao patriarcado de Alexandria, Melécio serviu como lugar-tenente do Patriarcado Ecumênico de Constantinopla entre dezembro de 1596 e fevereiro de 1597 e, a partir de março de 1597 até abril de 1598, quando ele renunciou e retornou para Alexandria, onde morreu em 12 de setembro de 1601.